# 1700 en musique classique
| \| • Retour à la chronologie générale de la musique classique • \| |
| Grèce • Rome • Haut Moyen Âge • VIIIe siècle • IXe siècle • Xe siècle • XIe siècle XIIe siècle • XIIIe siècle • XIVe siècle • XVe siècle • XVIe siècle • XVIIe siècle XVIIIe siècle • XIXe siècle • XXe siècle • XXIe siècle |
| • Retour à la chronologie générale de la musique classique • |

| Années en musique classique : 1697 - 1698 - 1699 - 1700 - 1701 - 1702 - 1703    |
| Décennies en musique classique : 1670 - 1680 - 1690 - 1700 - 1710 - 1720 - 1730 |

## Événements
- 19 novembre : Inauguration du théâtre de la Monnaie à Bruxelles avec Atys.
- 21 décembre : Première représentation de Hésione, tragédie lyrique d'André Campra.
- François Couperin devient compositeur de la Chambre et organiste de la Chapelle.
- Johann Christoph Denner invente la clarinette.
- Bartolomeo Cristofori invente le piano-forte (ou 1698).

## Œuvres
- 4 novembre : Première représentation de Canente, opéra de Pascal Collasse, à l'Académie Royale de Musique.
- Le Triomphe des arts, opéra-ballet de Michel de la Barre.
- Chorégraphie ou l'art de décrire la danse, de Raoul Feuillet.
- Ad majorem Dei gloriam, messe à quatre voix d’André Campra.
- Deuxième livre d'orgue de Jacques Boyvin.

## Naissances

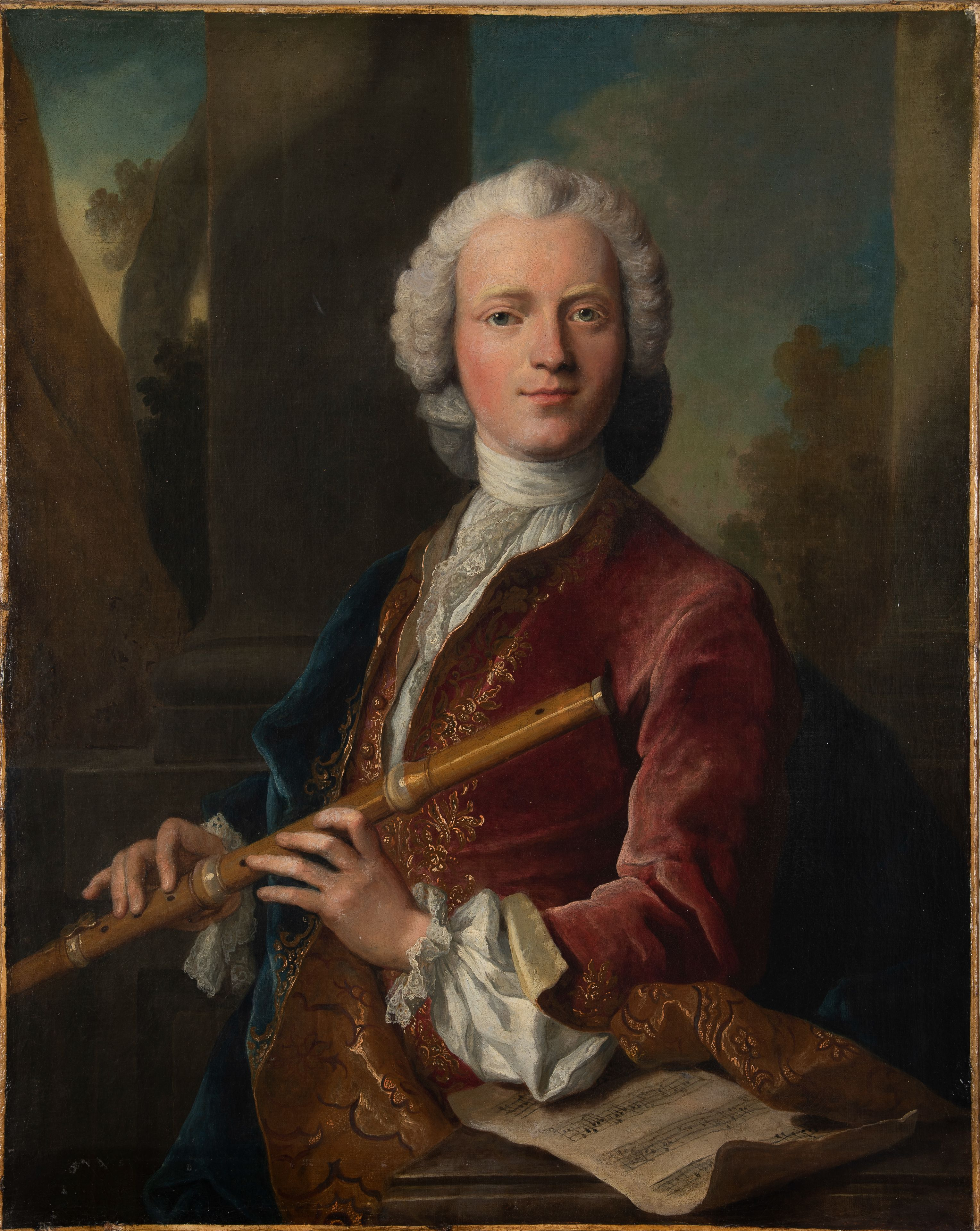
Michel Blavet

- 13 février : Vittoria Tesi, cantatrice italienne († 9 mai 1775).
- 13 mars : Michel Blavet, compositeur et flûtiste français († 28 octobre 1768).
- 6 avril : Christophe Moyreau, organiste, claveciniste et compositeur français († 11 mai 1774).
- 6 juillet : Joseph Gabler, facteur d'orgues allemand († 8 novembre 1771).
- 4 octobre : Sebastian Bodinus, compositeur allemand († 12 mars 1759).
- 24 novembre : Johann Bernhard Bach, compositeur et organiste allemand († 12 juin 1743).

Date indéterminée :
- Martin Friedrich Cannabich, compositeur et joueur d'instruments à vent allemand († 1773).

vers 1700: 
- Philibert de Lavigne, compositeur français († 1750).
- Louis Antoine Lefebvre, organiste et compositeur français († 20 juillet 1763).
- Carlo Grua, compositeur italien († 11 avril 1773).
- Josep Mir i Llussà, compositeur espagnol († 1764).
- Giovanni Battista Sammartini, compositeur italien († 15 janvier 1775).

après 1700:
- Nicola Fiorenza, violoniste et compositeur italien († 13 avril 1764).

## Décès

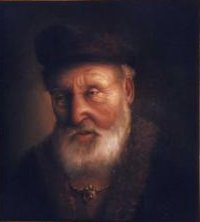
Monsieur de Sainte-Colombe

- 3 février : Diogo Dias Melgás, compositeur portugais (° 14 avril 1638).
- 8 février : Filippo Acciaiuoli, compositeur, librettiste, directeur de théâtre, machiniste, danseur, marionnettiste et poète italien (° 1637).
- 29 mars : Giovanni Lorenzo Lulier, compositeur, violoncelliste et tromboniste italien (° vers 1662).

Date indéterminée :
- Francesco Maria Bazzani, compositeur italien (° vers 1650).
- August Kühnel, compositeur et violiste allemand (° 3 août 1645).
- (probable) : Jean de Sainte-Colombe, compositeur et joueur de viole français (° ca 1640).